# The Jungle Mystery
The Jungle Mystery é um seriado estadunidense de 1932, gênero aventura, dirigido por Ray Taylor, em 12 capítulos, estrelado por Tom Tyler, Cecilia Parker, William Desmond e Francis Ford. Baseado no livro The Ivory Trail, de Talbot Mundy, foi produzido e distribuído pela Universal Pictures, e veiculou nos cinemas estadunidenses a partir de 12 de setembro de 1932.

## Sinopse
O caçador Kirk Montgomery e seu amigo Fred Oakes procuram marfim e também um menino perdido na selva africana. A irmã do menino (Cecilia Parker) e o pai (William Desmond) constituem a expedição dos Morgan, que é constantemente assaltada por uma gangue liderada pelo vilão Philo McCullough.

## Elenco
- Tom Tyler … Kirk Montgomery
- Cecilia Parker … Barbara Morgan
- William Desmond … Mr. Morgan
- Philo McCullough … Shillow
- Noah Beery Jr. … Fred Oakes
- Carmelita Geraghty … Belle Waldron
- Sam Baker … Zungu
- Francis Ford … Irmão de Morgan
- Frank Lackteen … nativo

## Produção
Jungle Mystery foi baseado no livro "Ivory Trail", de Talbot Mundy.
Este seriado é considerado perdido.

## Capítulos
1. Into the Dark Continent
2. The Ivory Trail
3. The Death Stream
4. Poisoned Fangs
5. The Mystery Cavern
6. Daylight Doom
7. The Jaws of Death
8. Trapped by the Enemy
9. The Jungle Terror
10. Ambushed
11. The Lion's Fury
12. Buried Treasure

Fonte: